# Темниковская пещера
Те́мниковская пеще́ра (бур. Нүхэтэ Хайгасан — примерный перевод дыроватый камень, также пещера имеет и другие названия Мургуцик, Нукэтэ, Удунга) — пещера, расположенная в Селенгинском районе Республики Бурятии. Возникла путём выветривания горных пород. Впервые пещеру упоминает в 1735 году в своих работах исследователь-натуралист Г. Ф. Миллер — руководитель первой Великой академической экспедиции XVIII века. Первое подробное изучение пещеры проводил естествоиспытатель В. В. Птицын 27 апреля 1888 года.
Пещера имеет следующие размеры: диаметр входного отверстия — 9 м, длина — 12 м, наибольшая ширина — до 20 м; внутри пещеры находятся пять ниш, самая большая имеет длину 5,4 м, ширину — 3,5 м, высоту — до 2 м. Внутри пещеры были найдены петроглифы, относящиеся к бронзовому веку и раннему железному веку. По численности петроглифов это одна из крупнейших писаниц в Забайкалье.
Темниковская пещера и окружающая её местность — это место почитания у местного бурятского населения. Пещера является памятником природы регионального значения, а петроглифы на стенах пещеры — памятником археологии и объектом культурного наследия России федерального значения. С 2021 года, по версии Министерства туризма Республики Бурятия, входит в «ТОП-100 достопримечательностей Республики Бурятия».

## Географическое положение

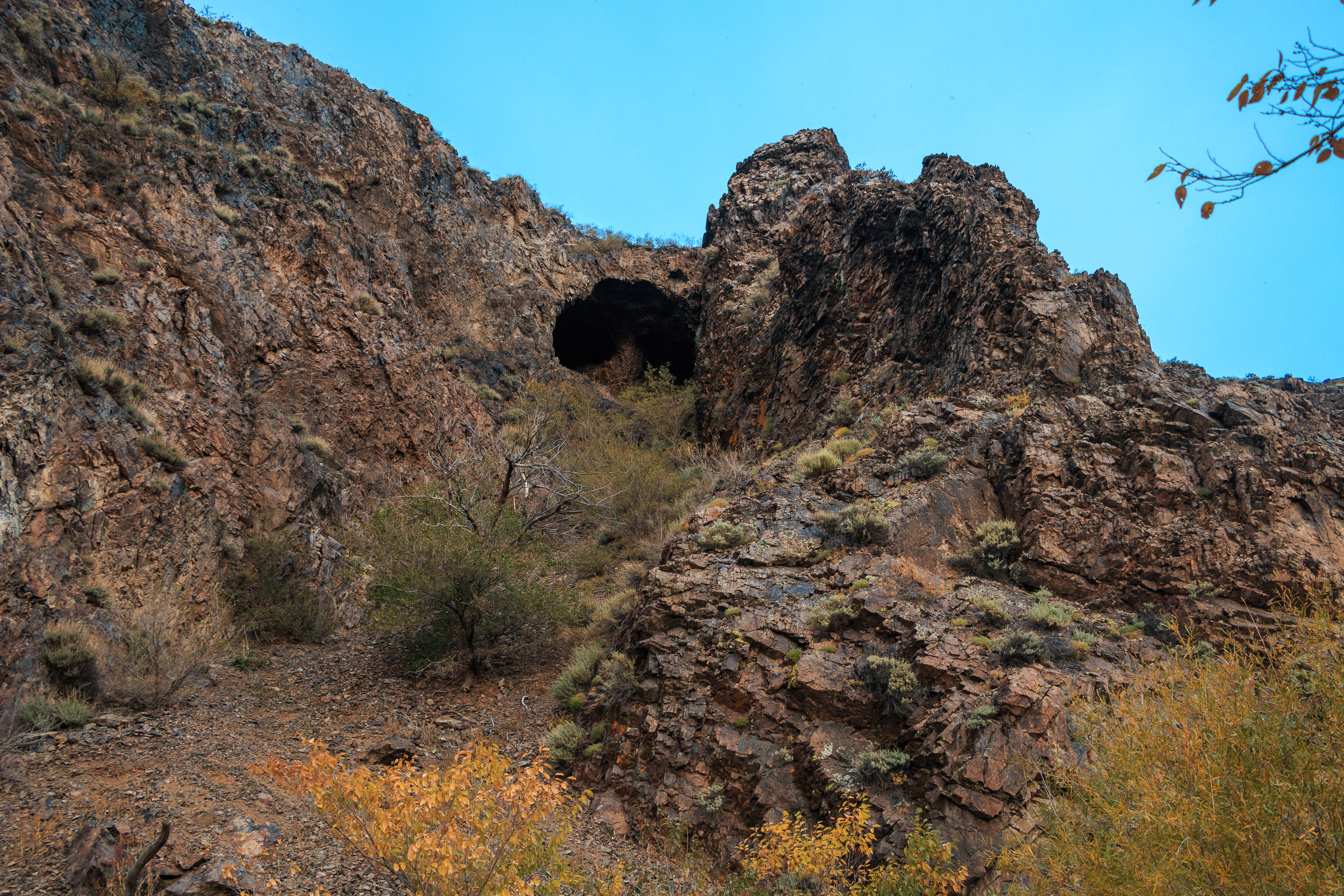
Темниковская пещера. Вид с подножия утёса

Пещера находится в местности Ацула возле южного склона Хамбинского хребта на территории Ацульского заказника Селенгинского района, на левом берегу протоки Темника — реки Цаган-Гол в районе Гусиного озера, на уровне 600 м от уровня моря. Вход расположен со стороны реки. В шести км на юго-восток находится поселок Темник, в 14 км на северо-восток — станция Гусиное Озеро.
Местность, где расположена пещера, по картам досоветского периода имеет название Мургулин-цок, что с бурятского переводится как «гора для молений», местное бурятское население называет её также Галтай, что означает «с огнём». На местном языке пещера называется Нухету-Хайсаган (бур. Нүхэтэ Хайгасан), что в примерном переводе с бурятского означат «дыроватый камень». Кроме того, пещера имеет и другие названия: Мургуцик, Нукэтэ, Удунга.

## История исследований
Первым из европейских исследователей, кто побывал здесь в 1735 году, был исследователь-натуралист Г. Ф. Миллер, руководитель первой Великой академической экспедиции XVIII века. В своей статье «О древних памятниках в уездах Селенгинском и Нерчинском» он упоминал о наскальных изображениях по реке Темник (в статье реку он называл Кемник), про которые ему рассказал «человек, заслуживающий доверия». Позднее учёный ещё не раз упоминал эти петроглифы: в статье «О сибирских надписях» и в инструкции для археолога И. Э. Фишера, который проводил изучение истории Сибири, продолжая его дело. Г. Ф. Миллер надеялся, что И. Э. Фишер займётся изучением этого памятника, но исследование наскальных изображений И. Э. Фишера не заинтересовало.
27 апреля 1888 года пещера впервые была подробно изучена естествоиспытателем В. В. Птицыным. Он сделал замер пещеры и описал её, но раскопок не производил. Темниковская пещера издревле являлась местом поклонения у местного населения бурят-буддистов, что было отмечено ещё В. В. Птицыным. По его словам, на стенах были хадаки, на полу — глиняные субурганы, кроме того, в пещере висел холст с изображением Шакьямуни (Будды). Попытки В. В. Птицына узнать у проводника и местных лам значение пещеры для верующих не дали результатов.
В 1977 году экспедиция Этнографического музея Министерства культуры Бурятской ССР под руководством краеведа А. В. Тиваненко обнаружила в пещере петроглифы, полусгнившую книгу (в глубокой расщелине утёса), досоветскую медную монету (в углу пещеры), обломки деревянных книг буддийского канона (в завале камней) и овальную дощечку (раскопанная на глубине примерно 10 см) с инициалами и датой — 1941 год. В расщелинах пещеры были найдены буддийские надписи, а возле подножия — почти смытая дождём символическая надпись-формула «Ом мани падме хум!». В заднем правом углу пещеры экспедицией был заложен шурф глубиной 120 см. В результате раскопок были найдены зольники, жжёные кости, три отщепа, кусочек окислившейся бронзы. А. В. Тиваненко также отметил факт почитания местным населением пещеры и окружающей её местности.

## Пещера и петроглифы
Пещера возникла в результате выветривания горных пород, что отличает её от большинства других пещер в привычном понимании. Размеры пещеры, описанные ещё В. В. Птицыным, а позже подтверждённые А. В. Тиваненко: диаметр входного отверстия — 9 м, длина — 12 м, наибольшая ширина — до 20 м; внутри пещеры находятся пять ниш, самая большая имеет длину 5,4 м, ширину — 3,5 м, высоту — до 2 м. Сланцевые породы стен пещеры были разрушены экзогенными процессами таким образом, что образовались многочисленные плоские поверхности, на которых были нанесены петроглифы. На дне пещеры среди обломочных пород можно было встретить обломки керамики.
Наскальные рисунки, найденные в пещере, отнесены к бронзовому и раннему железному веку. По численности петроглифов это одна из крупнейших писаниц в Забайкалье. Наскальные рисунки, выполненные красной охрой, относятся к так называемой селенгинской группе петроглифов Забайкалья. Термин «селенгинские» петроглифы ввели А. П. Окладников и В. Д. Запорожская «относительно памятников древнего наскального искусства Бурятии эпохи бронзы — раннего железа, подчёркивая, что писаницы этой группы строго и чётко локализованы в пространстве, в основном — бассейном реки Селенги». Петроглифы находятся в удовлетворительном состоянии, они обведены, и сделано это неспециалистами.
Изображения нанесены на левой, правой и задних частях пещеры. На левой стороне нарисованы восемь петроглифов, представляющие собой группу пятен охры, фигурки птиц, человечков. На правой стороне самое большое количество петроглифов — всего 56: изображения птиц, людей, крестов, овальных оградок с точками внутри и отдельные группы пятен охры. На задней стенке пещеры находятся 14 петроглифов: изображения птиц, человечков, пятен охры, стрелообразных знаков.
В 200 м на запад от пещеры рядом с дорогой А. В. Тиваненко был обнаружен отдельный петроглиф — плохо сохранившееся изображение шамана. По мнению А. В. Тиваненко, он был изображён в позе, похожей на исполнение ритуального танца; шаман имел длинные руки, в правой руке держал бубен, а на голове у него была шаманская шапка-«корона».

## Туризм
В 2020 году Министерством туризма Бурятии был запущен Республиканский интернет-конкурс «ТОП-100 достопримечательностей Республики Бурятия». В результате голосования среди жителей и представителей муниципалитетов и организаций Темниковская пещера заняла 27 место.
На 2018 год компанией «Байкал Бурятия» был организован туристический маршрут «Улан-Удэ — Гусиноозерск — Кяхта», в рамках которого туристы могли посетить Темниковскую пещеру. Кроме того, Сибирским отделением РАН осуществлялись школьные экскурсии. На 2021 год было отмечено, что туристы мало посещали пещеру (из-за отсутствия инфраструктуры), но это обстоятельство в некоторой мере способствовало сохранению памятника. Для поддержания туристической деятельности было предложено создать здесь необходимую инфраструктуру — установить лестницы и смотровые площадки, которые позволяли бы осматривать памятник и наскальные рисунки без необходимости проникать внутрь пещеры.

## Государственная охрана
Постановлением Совета министров Бурятской АССР № 304 от 14 октября 1980 года пещера признана памятником природы регионального значения. В едином государственном реестре объектов культурного наследия (памятников истории и культуры) народов Российской Федерации приказом Министерства культуры Российской Федерации № 28539-р от 29 декабря 2015 года петроглифы в Темниковской пещере зарегистрированы как объект культурного наследия федерального значения «Писаница Темник», с присвоением ему регистрационного номера 031540369200006. А. И. Казанник отмечал, что, помимо государственной охраны, пещера охраняется согласно традиции местным населением.
Темниковская пещера является одновременно памятником природы и археологическим памятником, а следовательно, должна охраняться одновременно двумя федеральными законами: «Об особо охраняемых природных территориях» и «Об объектах культурного наследия (памятниках истории и культуры) народов РФ», но фактически охраны пещеры нет, поэтому наскальные рисунки в ней обведены, что было сделано неспециалистами.

Петроглифы на стенах Темниковской пещеры
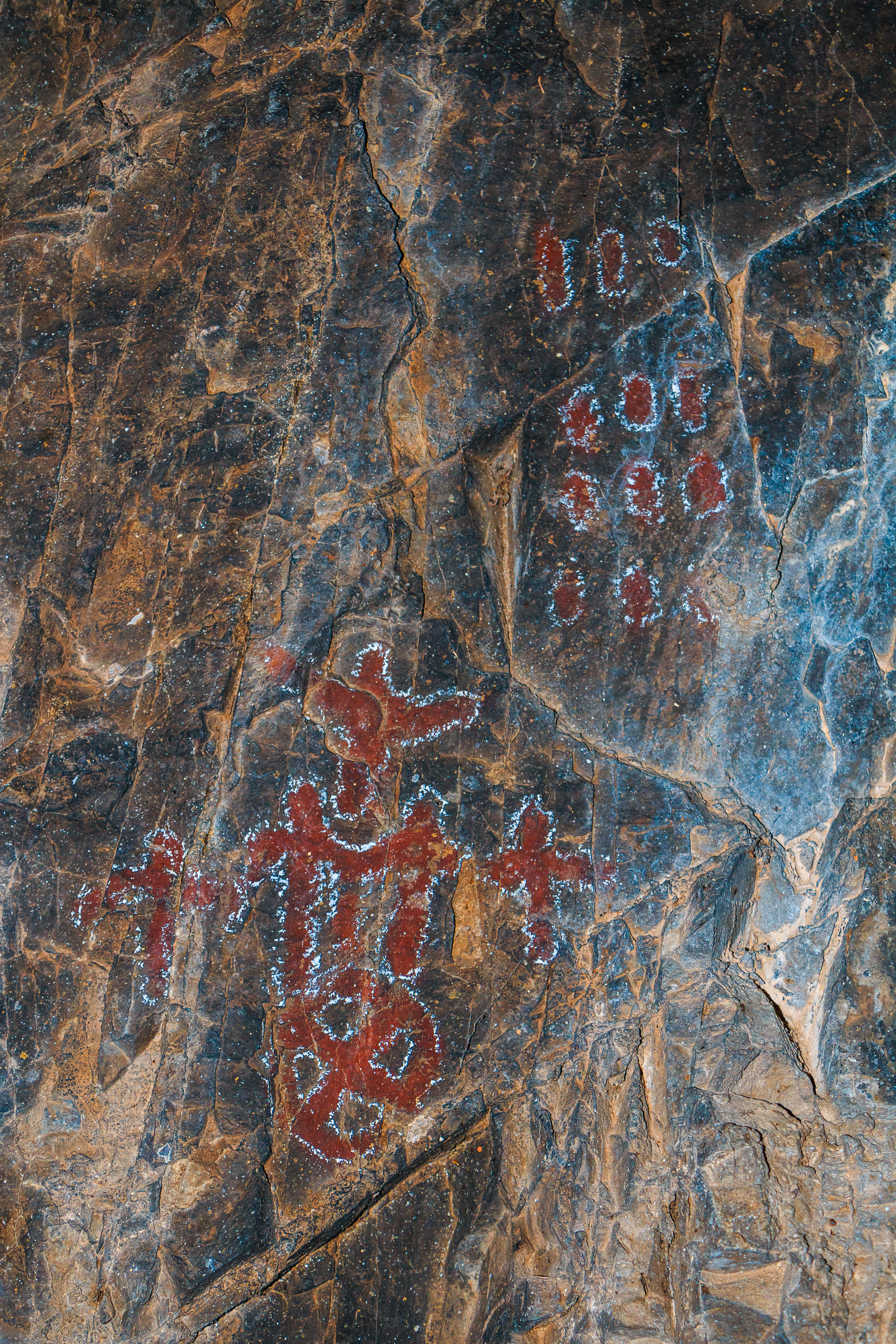
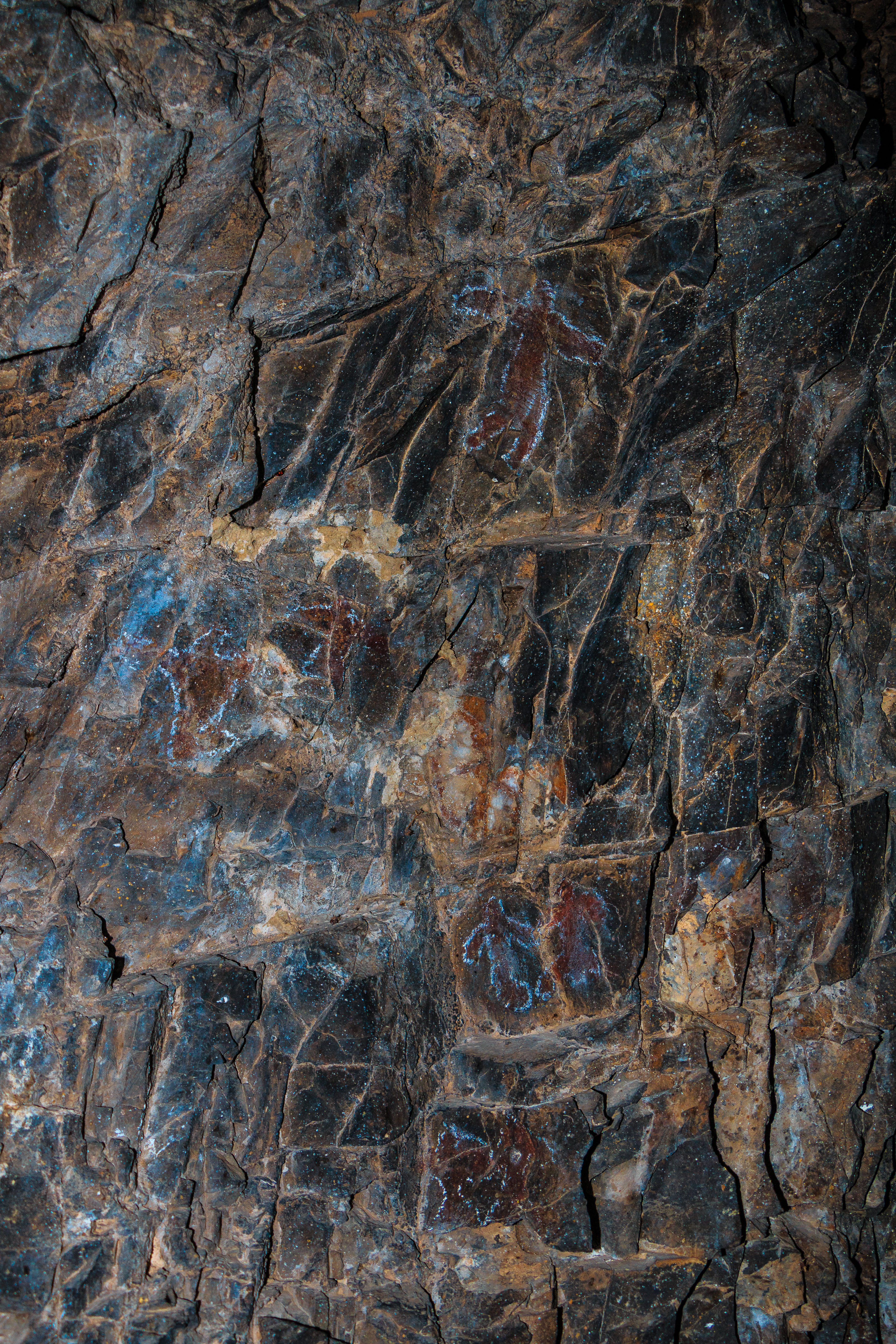
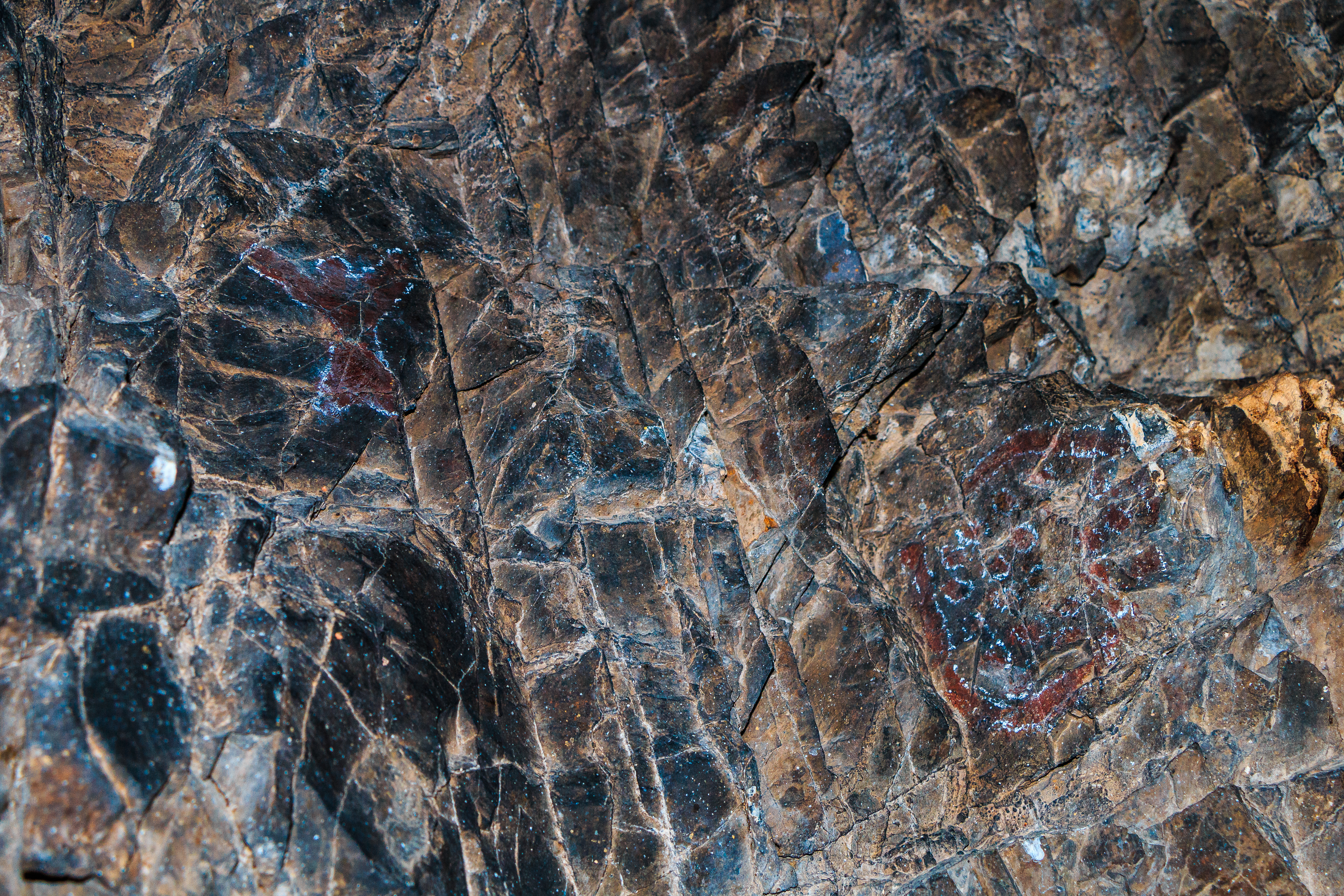
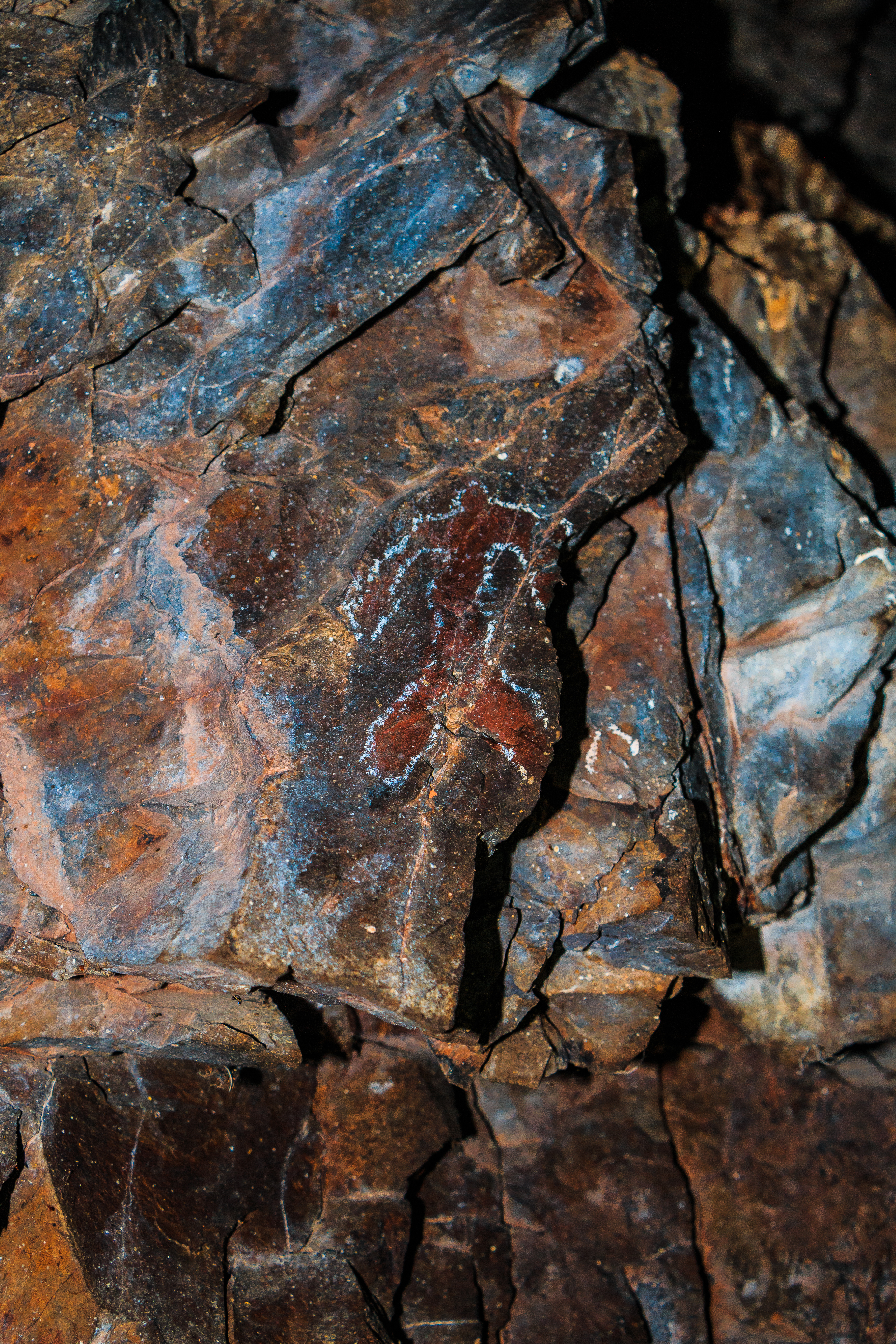
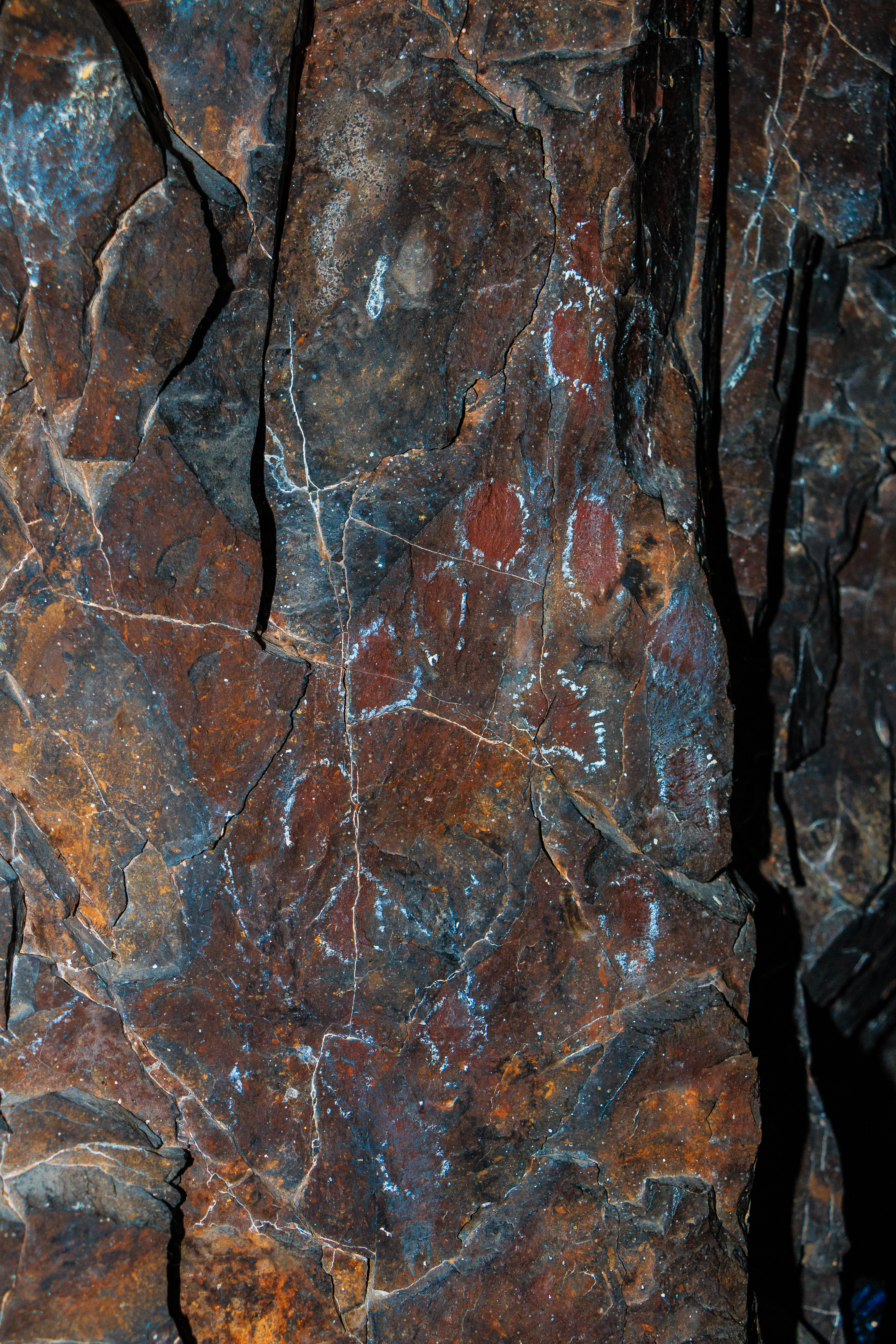
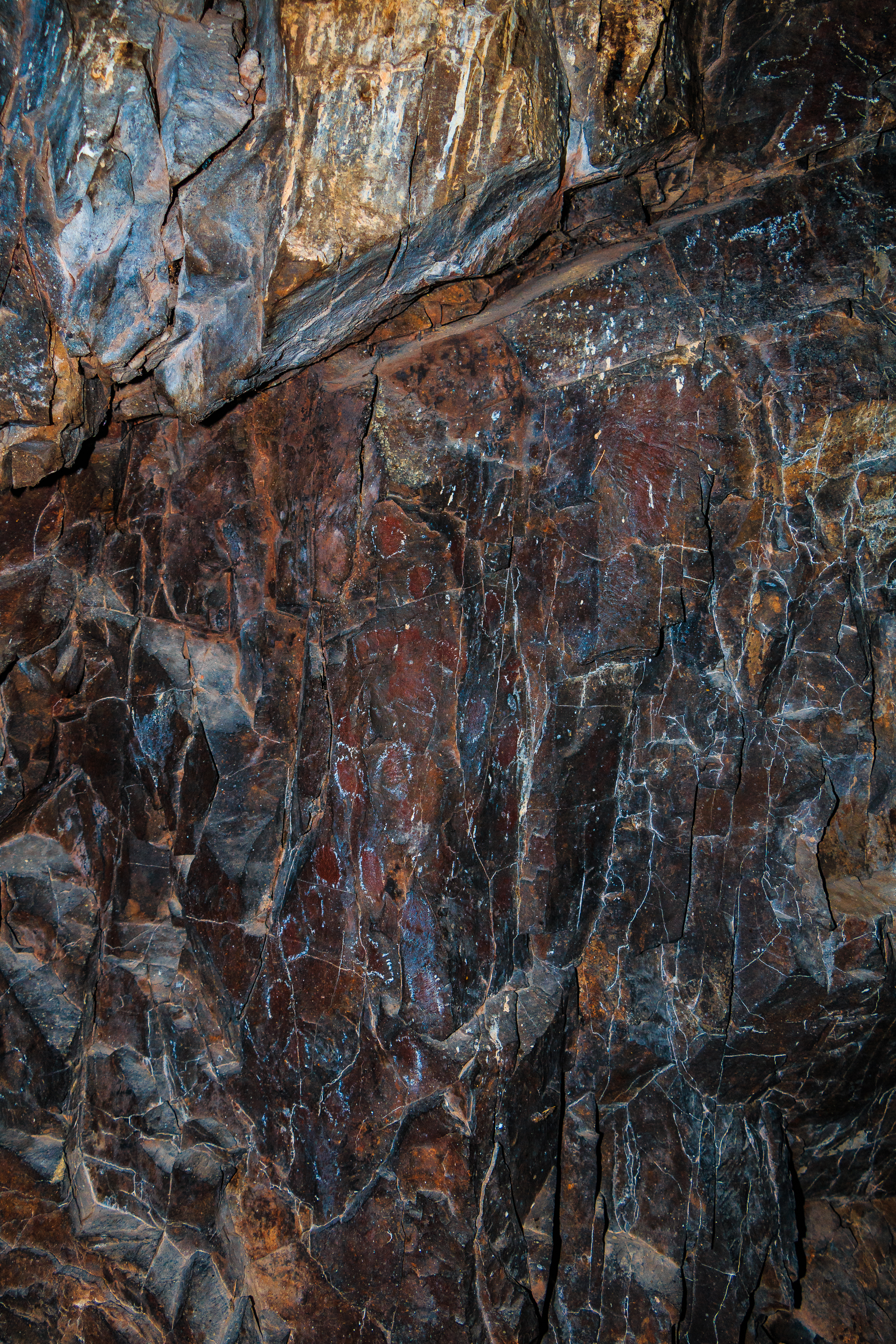
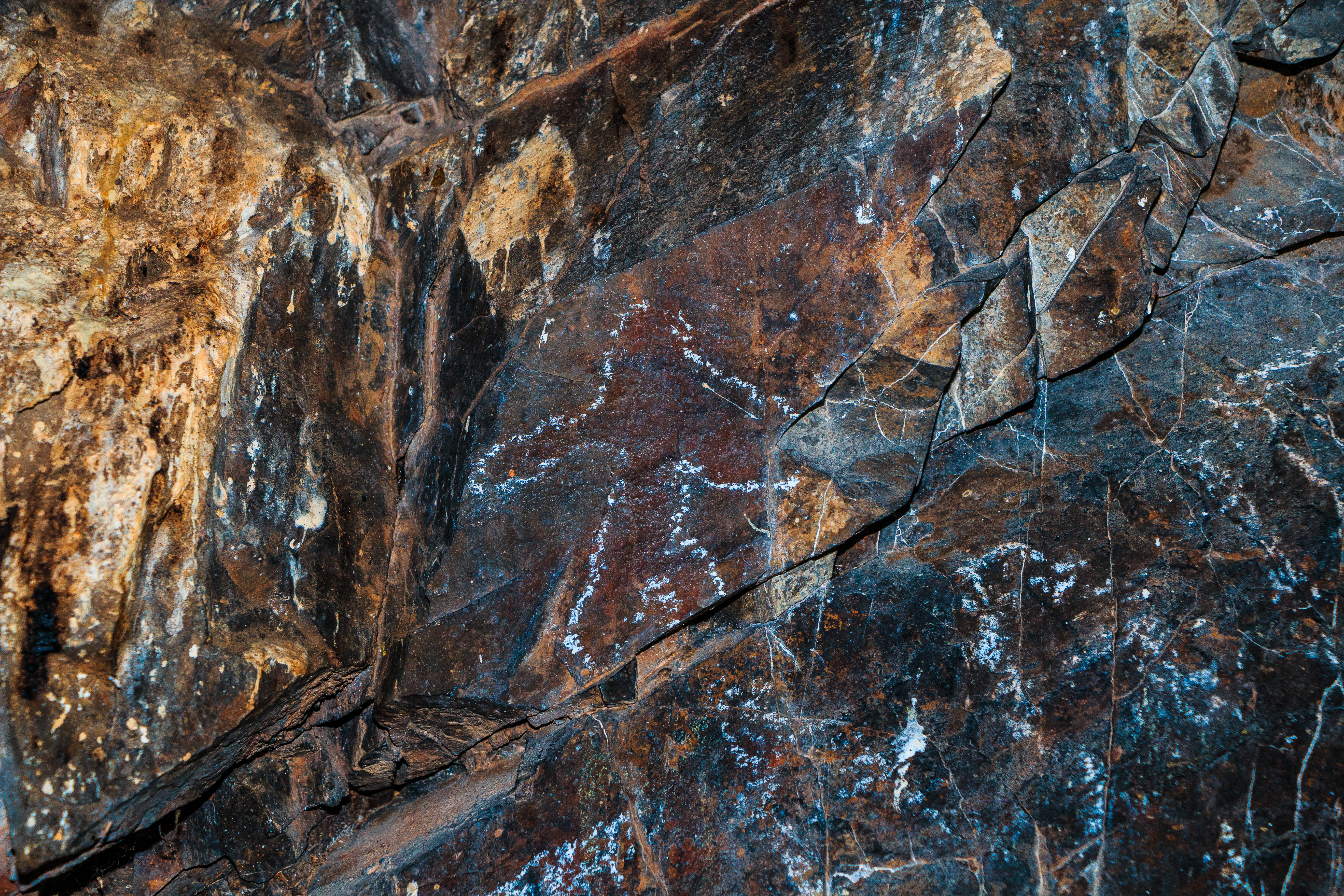
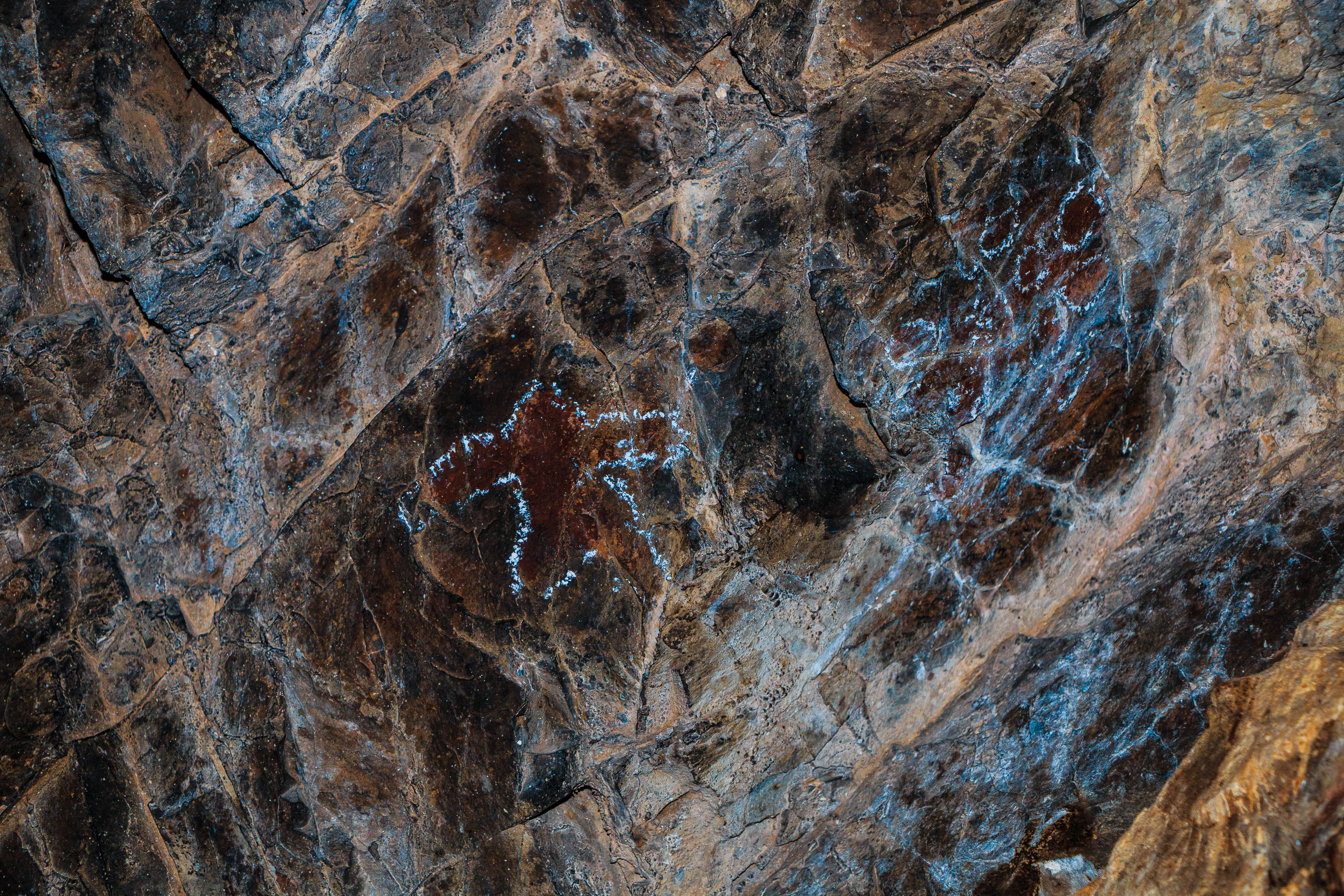
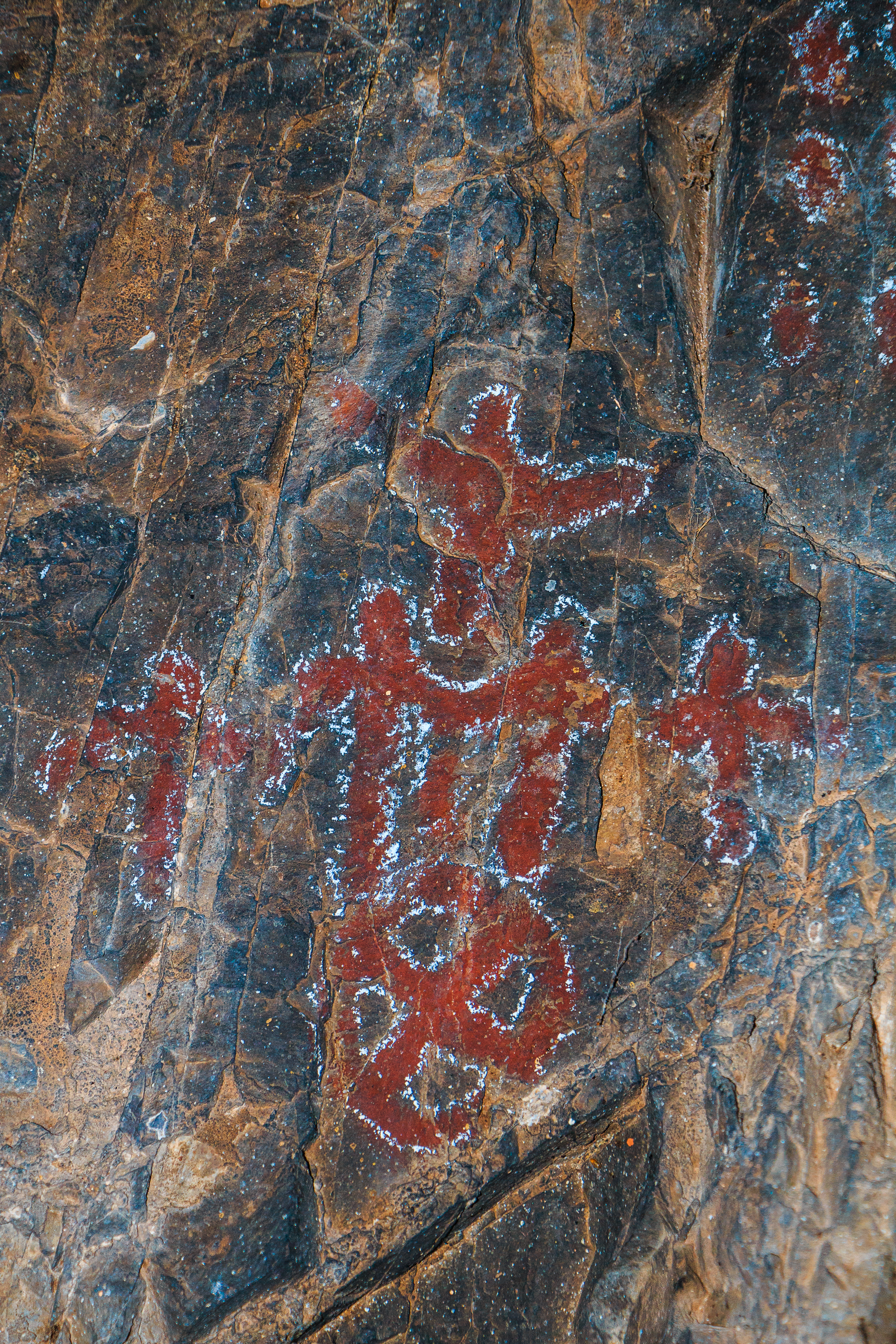
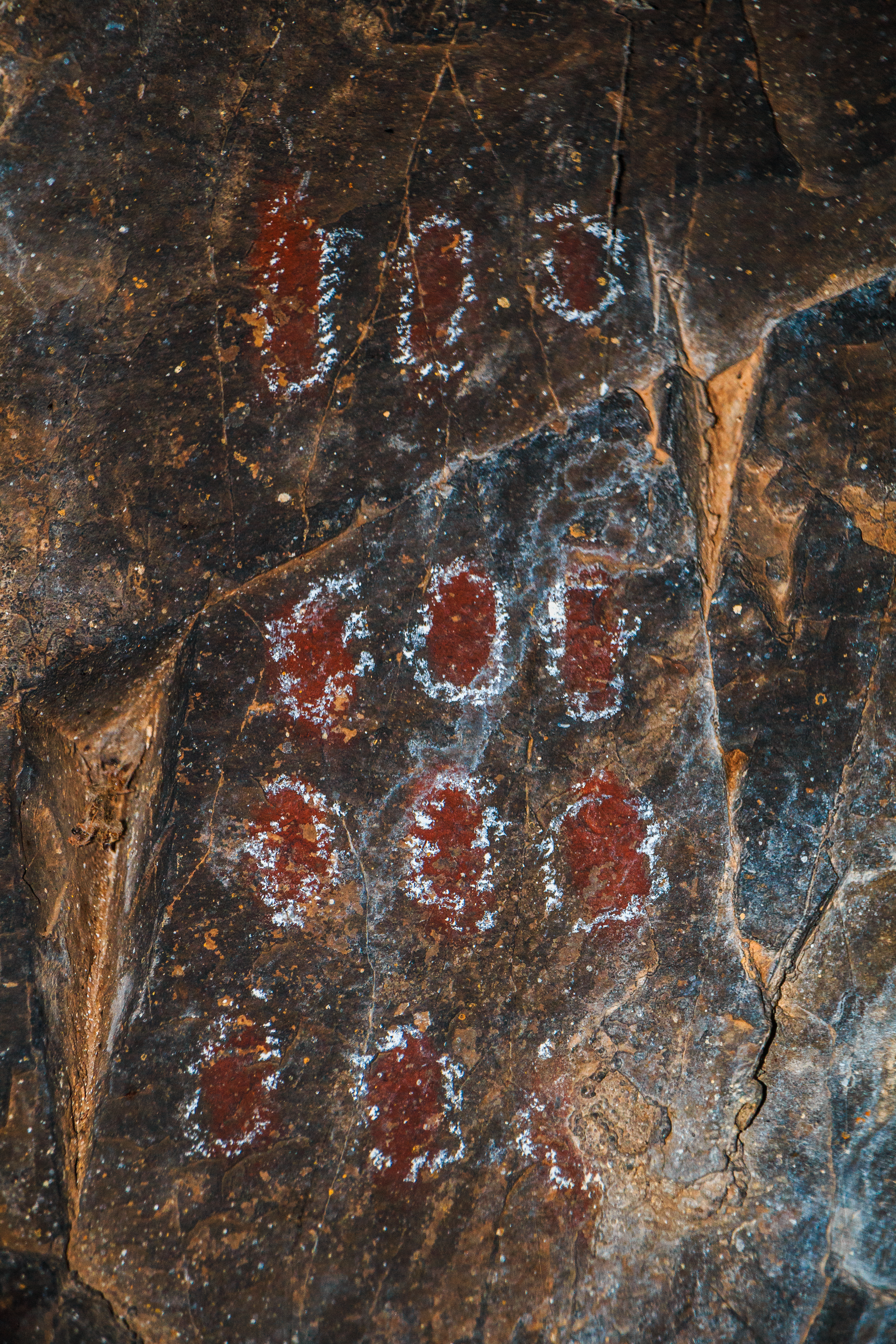
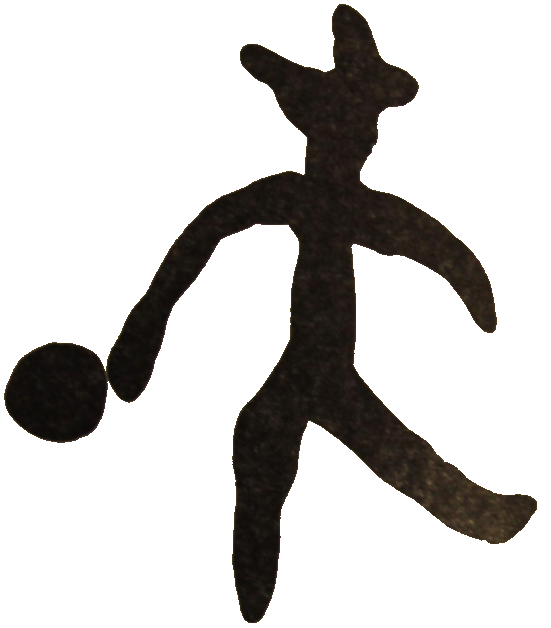
Изображение шамана